# Anthemiphyllia spinifera
Espèce
Anthemiphyllia spinifera Cairns, 1999, est une espèce de coraux appartenant à la famille des Anthemiphylliidae.

## Habitat et répartition
On trouve ce corail dans l'océan Pacifique sud à partir de 282 m et jusqu'à 650 m ou de 208,5 m et jusqu'à 650 m. Il vit dans des eaux dont la température est comprise entre 6,39 °C et 18,87 °C.